# 2016-os romániai parlamenti választások
2016. december 11-én parlamenti választásokat tartottak Romániában. A választást, mandátumai számát növelve, a Szociáldemokrata Párt nyerte, így ismét ez a párt alakíthatott kormányt.
Ez volt az első választás a román választási rendszer 2015-ös átalakítása után, amely visszatérést jelentett az utoljára 2004-ben használt arányos rendszerhez. Az új rendszerben csökkent a képviselők száma: átlagban 73 ezer emberre választottak egy képviselőházi tagot és 168 ezer emberre egy szenátort. Összesen 466 mandátumért szálltak versenybe a jelöltek: 308 képviselőházi, 18 kisebbségi képviselői és 134 szenátusi székért. A 2012-es választáson még 588 mandátum sorsáról döntöttek. A román diaszpóra négy képviselőházi tagot és két szenátort választhatott levélszavazattal. A részvételi arány kevesebb, mint 39,5% volt, kisebb, mint 2012-ben, de valamivel több, mint 2008-ban.

## Előzmények
2015-től szakértői kormány vezette Romániát. A 2015-ben új választási rendszert fogadtak el, mert az előző egyéni választókerületes rendszer nem váltotta be a hozzá fűzött reményeket. Az új választásokat 2016. augusztus 31-én írta ki a Cioloș-kormány. 2015–16-ban a román Országos Korrupcióellenes Ügyészség (DNA) sok politikust vádolt meg különféle bűncselekmények elkövetésével, ezért a választók bizalma megcsappant a politikában.

## Választási rendszer
A román parlament kétkamarás, képviselőházból és szentárusból áll. Az új választási rendszer szerint megyei pártlisták vannak, amelyekről szavazatarányosan kapnak mandátumot a jelöltek. Az ország 41 megyéje mellett Bukarest, a főváros is külön választókerületet képez, a 43. választókerületet pedig a külföldön élő román állampolgárok által megválasztandó törvényhozók számára hozták létre. Csak azok választhatnak, akik állandó vagy ideiglenes lakhellyel rendelkeznek az adott megyében, vagy a fővárosban illetve külföldön. A képviselőháznak várhatóan 330, a szenátusnak 136 tagja lesz. Az indulni kívánó pártoknak előzetesen össze kell gyűjteniük az adott megye szavazói 1%-ának aláírását.
A bejutási küszöb 5%. A regionális pártok ún. alternatív küszöb révén is mandátumhoz juthatnak, eszerint legalább négy megyében kell a voksok legalább 20%-át megszerezniük a bejutáshoz. Megkönnyítettek a külföldön élők szavazását is.

## Induló pártok
A főbb pártok és vezetőik:
- Szociáldemokrata Párt (PSD) – Liviu Dragnea
- Nemzeti Liberális Párt (PNL) – Alina Gorghiu
- Romániai Magyar Demokrata Szövetség (RMDSZ) – Kelemen Hunor (A Magyar Polgári Párt (MPP) jelöltjei is helyet kaptak a listáján.)
- Népi Mozgalom Párt (PMP) – Traian Băsescu
- Liberálisok és Demokraták Szövetsége (ALDE) – Daniel Constantin és Călin Popescu-Tăriceanu
- Mentsétek meg Romániát Szövetség (USR) – Nicușor Dan
- Egyesült Románia Párt (PRU) – Bogdan Diaconu

## Közvélemény-kutatások
A várható eredmények százalékban:
| Dátum                   | Cég              | Induló pártok, pártszövetségek | Induló pártok, pártszövetségek | Induló pártok, pártszövetségek | Induló pártok, pártszövetségek | Induló pártok, pártszövetségek | Induló pártok, pártszövetségek | Induló pártok, pártszövetségek | Induló pártok, pártszövetségek |
| Dátum                   | Cég              | PSD                            | PNL                            | USR                            | ALDE                           | RMDSZ                          | PMP                            | PRU                            |                                |
| ----------------------- | ---------------- | ------------------------------ | ------------------------------ | ------------------------------ | ------------------------------ | ------------------------------ | ------------------------------ | ------------------------------ | ------------------------------ |
| Dátum                   | Cég              |                                |                                |                                |                                |                                |                                |                                |                                |
| 2016. szeptember 17–24. | Political Rating | 38                             | 30                             | 9                              | 5,5                            | 5                              | 4                              | N/A                            |                                |
| 2016. október 17–20.    | ISSPOL           | 54                             | 21                             | 10                             | 5                              | 3                              | 3                              | N/A                            |                                |
| 2016. október 6–30.     | CIADO Romania    | 44,6                           | 29,3                           | 5,7                            | 6,5                            | 5,2                            | 4,9                            | 2,5                            |                                |
| 2016. december 6–7.     | IRES             | 44                             | 23                             | 7                              | 6                              | 5                              | 6                              | 4                              |                                |

## Eredmények

### Képviselőház
| Párt                                         | Szavazat   | %     | Mandátum | +/- |
| -------------------------------------------- | ---------- | ----- | -------- | --- |
| Szociáldemokrata Párt (PSD)                  | 3.204.864  | 45,48 | 154      | +4  |
| Nemzeti Liberális Párt (PNL)                 | 1.412.377  | 20,04 | 69       | –31 |
| Mentsétek Meg Romániát Szövetség (USR)       | 625.154    | 8,87  | 30       | új  |
| Romániai Magyar Demokrata Szövetség (RMDSZ)  | 435.969    | 6,19  | 21       | +3  |
| Liberálisok és Demokraták Szövetsége (ALDE)  | 396.386    | 5,62  | 20       | új  |
| Népi Mozgalom Párt (PMP)                     | 376.891    | 5,35  | 18       | új  |
| Egyesült Románia Párt (PRU)                  | 196.397    | 2.79  | 0        | új  |
| Nagy-Románia Párt (PRM)                      | 73.264     | 1.04  | 0        | 0   |
| Romániai Ökológus Párt (PER)                 | 62.414     | 0.89  | 0        | 0   |
| Mi Romániánk Szövetség (ANR)                 | 61.206     | 0.87  | 0        | új  |
| Romániai Szocialista Párt (PSR)              | 24.580     | 0.35  | 0        | 0   |
| Roma Párt                                    | 13.126     | 0.19  | 1        | 0   |
| Romániai Német Demokrata Fórum               | 12.375     | 0.18  | 1        | 0   |
| Romániai Cseh és Szlovák Demokrata Szövetség | 6.545      | 0.09  | 1        | 0   |
| Orosz Lipován Közösség                       | 6.160      | 0.09  | 1        | 0   |
| Romániai Görög Szövetség                     | 5.817      | 0.08  | 1        | 0   |
| Romániai Török Demokrata Szövetség           | 5.536      | 0.08  | 1        | 0   |
| Romániai Macedón Szervezet                   | 5.513      | 0.08  | 1        | 0   |
| Romániai Szerb Szövetség                     | 5.468      | 0.08  | 1        | 0   |
| Romániai Zsidó Közösségek Föderációja        | 5.069      | 0.07  | 1        | 0   |
| Romániai Örmény Szövetség                    | 4.868      | 0.07  | 1        | 0   |
| Romániai Albán Liga                          | 4.640      | 0.07  | 1        | 0   |
| Romániai Bánáti Bolgár Szövetség             | 4.542      | 0.06  | 1        | 0   |
| Romániai Horvát Szövetség                    | 3.532      | 0.05  | 1        | 0   |
| Romániai Olasz Szervezet                     | 3.486      | 0.05  | 1        | 0   |
| Romániai Lengyel Szövetség                   | 3.355      | 0.05  | 1        | 0   |
| Romániai Ruszin Kulturális Szövetség         | 2.824      | 0.04  | 1        | 0   |
| Emberi Erőforrás Párt (Szociálliberális)     | 2.599      | 0.04  | 0        | új  |
| Új Románia Párt                              | 1.764      | 0.03  | 0        | új  |
| Romániai Ukrán Szövetség                     | 1.172      | 0.02  | 1        | 0   |
| Ifjúsági Civil Akció Platform                | 609        | 0.01  | 0        | új  |
| Zöld Párt                                    | 566        | 0.01  | 0        | új  |
| Roma Demokrata Párt                          | 523        | 0.01  | 0        | új  |
| Nemzeti Egység Blokk                         | 518        | 0.01  | 0        | új  |
| Mi Vranceánk Párt                            | 511        | 0.01  | 0        | új  |
| Függetlenek                                  | 76.764     | 1.09  | 0        | 0   |
| Érvénytelen szavazat                         | 213.916    | -     | -        | -   |
| Összesen                                     | 7.261.300  | 100   | 329      | -83 |
| Szavazói névjegyzékben                       | 18.403.044 | 39,46 | -        | -   |
| Forrás:                                      |            |       |          |     |

### Szenátus
| Párt                                        | Szavazat   | %     | Mandátum | +/- |
| ------------------------------------------- | ---------- | ----- | -------- | --- |
| Szociáldemokrata Párt (PSD)                 | 3,221,786  | 45.68 | 67       | +8  |
| Nemzeti Liberális Párt (PNL)                | 1,440,193  | 20.42 | 30       | –20 |
| Mentsétek Meg Romániát Szövetség (USR)      | 629.375    | 8.92  | 13       | új  |
| Romániai Magyar Demokrata Szövetség (RMDSZ) | 440,409    | 6.24  | 9        | 0   |
| Liberálisok és Demokraták Szövetsége (ALDE) | 423,728    | 6.01  | 9        | új  |
| Népi Mozgalom Párt (PMP)                    | 398,791    | 5.65  | 8        | új  |
| Egyesült Románia Párt (PRU)                 | 207,977    | 2.95  | 0        | új  |
| Nagy-Románia Párt (PRM)                     | 83,568     | 1.18  | 0        | 0   |
| Romániai Ökológus Párt (PER)                | 77,218     | 1.09  | 0        | 0   |
| Mi Romániánk Szövetség (ANR)                | 66,774     | 0.95  | 0        | új  |
| Romániai Szocialista Párt (PSR)             | 32,808     | 0.47  | 0        | 0   |
| Emberi Erőforrás Párt (Szociálliberális)    | 3,066      | 0.04  | 0        | új  |
| Új Románia Párt                             | 2,349      | 0.03  | 0        | új  |
| Nemzeti Egység Blokk                        | 739        | 0.01  | 0        | új  |
| Zöld Párt                                   | 719        | 0.01  | 0        | új  |
| Ifjúsági Civil Akció Platform               | 719        | 0.01  | 0        | új  |
| Mi Vranceánk Párt                           | 652        | 0.01  | 0        | új  |
| Roma Demokrata Párt                         | 648        | 0.01  | 0        | új  |
| Román Republikánus Párt                     | 52         | 0.00  | 0        | új  |
| Érvénytelen szavazat                        | 205,973    | -     | -        | -   |
| Összesen                                    | 7,258,939  | 100   | 136      | –40 |
| Szavazói névjegyzékben                      | 18,403,044 | 39.44 | -        | -   |
| Forrás:                                     |            |       |          |     |

## Lásd még
- Romániai választások

## Külső hivatkozások
- Az RMDSZ választási honlapja Archiválva 2016. november 16-i dátummal a Wayback Machine-ben
- A román Központi Választási Iroda honlapja (románul)